# Librem
Librem je řada počítačů vyráběna firmou Purism, inc. založená na open-source hardwaru a softwaru. Cílem je ochrana soukromí a svobody skrze poskytnutí neuzavřeného zdrojového kódu softwaru v operačním systému nebo jádru. Tyto notebooky jsou vybaveny hardwarovými vypínači pro mikrofon, webovou kameru, a Wi-Fi, a je možné zakoupit je air gapped.[ujasnit]

## Modely
V současné době jsou vyráběny dva modely notebooků, Librem 13 a Librem 15. Konvertibilní tablet, Librem 11, je k dispozici pro před-objednání ale nemá přesné datum dostupnosti. Purism plánuje vydat v roce 2019 smartphone Librem 5, na kterém by měla běžet upravená verze PureOS s GNOME a také KDE Plasma Mobile a UBPorts.

### Librem 11 tablet
Model hybridního tabletu (tablet - notebooku) Librem 11 je ve vývoji od března 2018.   Generální ředitel Purism Todd Weaver uvedl, že práce na Librem 11 budou pokračovat i po plánovaném vydání telefonu Librem 5 v roce 2019.

### Librem 5 smartphone
Purism v roce 2017 zahájil crowdfundingovou kampaň na chytrý telefon Librem 5, který by nejen běžel výhradně na svobodném software prostřednictvím PureOS, ale který by měl bezpečnost již v samotném návrhu a ochranu soukromí za základ. Purism prohlásila, že telefon se stane "světově prvním IP-nativním mobilním telefonem s decentralizovanou šifrovanou end-to-end komunikací". Firma při vývoji Librem 5 spolupracovala s KDE a GNOME. 
Návrh zabezpečení pro Librem 5 zahrnuje oddělení baseband procesoru od CPU , v čemž je podle časopisu Linux Magazine Librem 5 ve srovnání s ostatními mobilními telefony naprosto unikátní. Plánováno je též hardwarové vypínání Wi-Fi a Bluetooth komunikace, fotoaparátu, mikrofonu i baseband procesoru.
Výchozím operačním systémem plánovaným pro Librem 5 je PureOS od firmy Purism, derivát Debian GNU/Linux , s volbou GNOME nebo KDE Plasma Mobile jako grafického prostředí. Jako standardní volba operačního systému pro Librem 5 je také plánováno Ubuntu Touch.
Purism 4. září 2018 oznámila, že Librem 5 bude na trh uveden v dubnu 2019, později než bylo původně plánováno, kvůli dvěma hardwarovým chybám a prázdninám v Evropě i Severní Americe. "Křemíkové chyby" v součástkách dodávaných NXP Semiconductors způsobily extrémní zátěž baterie, čímž na vybití telefonu postačovala zhruba hodina. Vývojové sady z října 2018 chyba významněji neovlivnila, protože jsou obvykle napájeny přímo z elektrické zásuvky a nespoléhají na baterii telefonu.

## Operační systém
Původně bylo v plánu vydat Librem notebooky s Trisquel GNU/Linux, Purism se nakonec rozhodl vyměnit Trisquel za, na Debianu založeném, PureOS vlastní výroby. Jako alternativa k PureOS, Librem notebooky lze zakoupit rovněž s předinstalovaným Qubes OS.

## BIOS
V roce 2015 začal Purism zkoumat možnost přechodu modelu Librem 13 na coreboot ale tato snaha byla zastavena. Do konce roku vývojáři coreboot dokončil počáteční port Librem 13 a předložil jej k posouzení.V prosinci 2016 přijal Purism vývojáře Younesse Alaouie který dostal za úkol dokončit port na coreboot pro původní Librem 13 a připravit port pro druhou revizi zařízení. Na zčátku roku 2017, snaha o portování dál pokračuje.